# Parquetina nigrescens
Parquetina nigrescens är en oleanderväxtart som först beskrevs av Adam Afzelius, och fick sitt nu gällande namn av Arthur Allman Bullock. Parquetina nigrescens ingår i släktet Parquetina och familjen oleanderväxter. Inga underarter finns listade i Catalogue of Life.